# 薛寘
薛寘（？—？），河东郡汾阴县（今山西省运城市万荣县）人，北魏、西魏、北周官员。

## 生平
薛寘的祖父薛遵彦是北魏平远将军、河东郡太守、安邑侯，父亲薛乂是尚书吏部郎、清河郡广平郡二郡太守。
薛寘自幼博览群书，喜好写文章。还没成年时，薛寘出任州主簿、郡功曹，以奉朝请为起家官。不久升任左将军、太中大夫。永熙三年（534年），薛寘跟随魏孝武帝西迁，封郃阳县子，食邑四百户，进号中军将军。西魏废帝元年（552年），薛寘兼领著作佐郎，修订国史，不久出任中书侍郎，编修起居注，又升任中书令、车骑大将军、仪同三司。西魏恭帝元年（554年），燕国公于谨征伐江陵，以薛寘为司录，军中谋略，薛寘都参与商讨决策。江陵平定后，薛寘进爵为伯，增加食邑五百户。朝廷准备修改制度，依照《周礼》定制，命令薛寘与小宗伯卢辩斟酌古今制度，考察修定。北周六官建立后，薛寘出任内史下大夫。
周孝闵帝登基，薛寘进爵为侯，增加食邑五百戶，转任御正中大夫。当时前任中书监卢柔学业优秀深厚，文章辞藻华丽，薛寘与他并驾齐驱，世人称他们为薛、卢。很久之后，薛寘进位骠骑大将军、开府仪同三司，外任淅州刺史，在任内去世，官吏和百姓哀悼惋惜。朝廷赠予薛寘虞州刺史，谥号理。薛寘所著文章二十多卷，流行于世，薛寘又撰写《西京记》三卷，引经据典十分博通，当世称赞薛寘博闻多识。
薛寘特别孝顺，即便年老的时候，职务繁忙，但是对于侍奉长辈的礼节早晚都不会有所违背，当时的人对此加以称赞。

## 儿子
薛寘的儿子薛明继承了爵位，大象末年，官至仪同大将军、清水郡太守。